# Giovanni Battista De Luca
Giovanni Battista De Luca (Venosa, 1614 - Roma, 5 de fevereiro de 1683) foi um cardeal do século XVII

## Biografia
Nasceu em Venosa em 1614. De uma família humilde. Filho de Antonio de Luca e Angela Giacullo.
Estudou humanidades em Salerno e direito em Nápoles a partir de 1631, obtendo o doutorado em 1635.
Retornou a Venosa em 1635 e foi vigário capitular da diocese. Foi para Roma em 1645 (ou 1654) e ingressou no estado eclesiástico. Auditor da Casa Ludovisi. No pontificado do Papa Inocêncio XI, foi referendário dos Tribunais da Assinatura Apostólica da Justiça e da Graça, auditor de Sua Santidade e secretário dos Memoriais.
Ele foi ordenado em idade avançada (nenhuma informação adicional encontrada). Famoso como jurisconsulto e literato, publicou inúmeras obras nas áreas de direito (civil, canônico, feudal e municipal), economia e finanças, entre outras.
Criado cardeal sacerdote no consistório de 1º de setembro de 1681; recebeu o chapéu vermelho e o título de S. Girolamo degli Schiavoni, em 22 de setembro de 1681.
Morreu em Roma em 5 de fevereiro de 1683, perto da 1h, no palácio do Vaticano. Exposto na igreja de S. Maria in Vallicella, Roma, onde ocorreu o funeral de 8 de fevereiro de 1683; transferido à tarde para o seu título, e sepultado na igreja de S. Spirito dei Napoletani, na via Giulia, Roma. Em seu testamento, ele expressou o desejo de ser sepultado em seu título, mas o cardeal Girolamo Pamphili, seu amigo e admirador, preferiu aquela outra igreja para seu local de descanso final. Ele nomeou o papa herdeiro de seus bens e de sua biblioteca com manuscritos do cardeal Benedetto Pamphilj.